# جهانی شدن فرهنگی

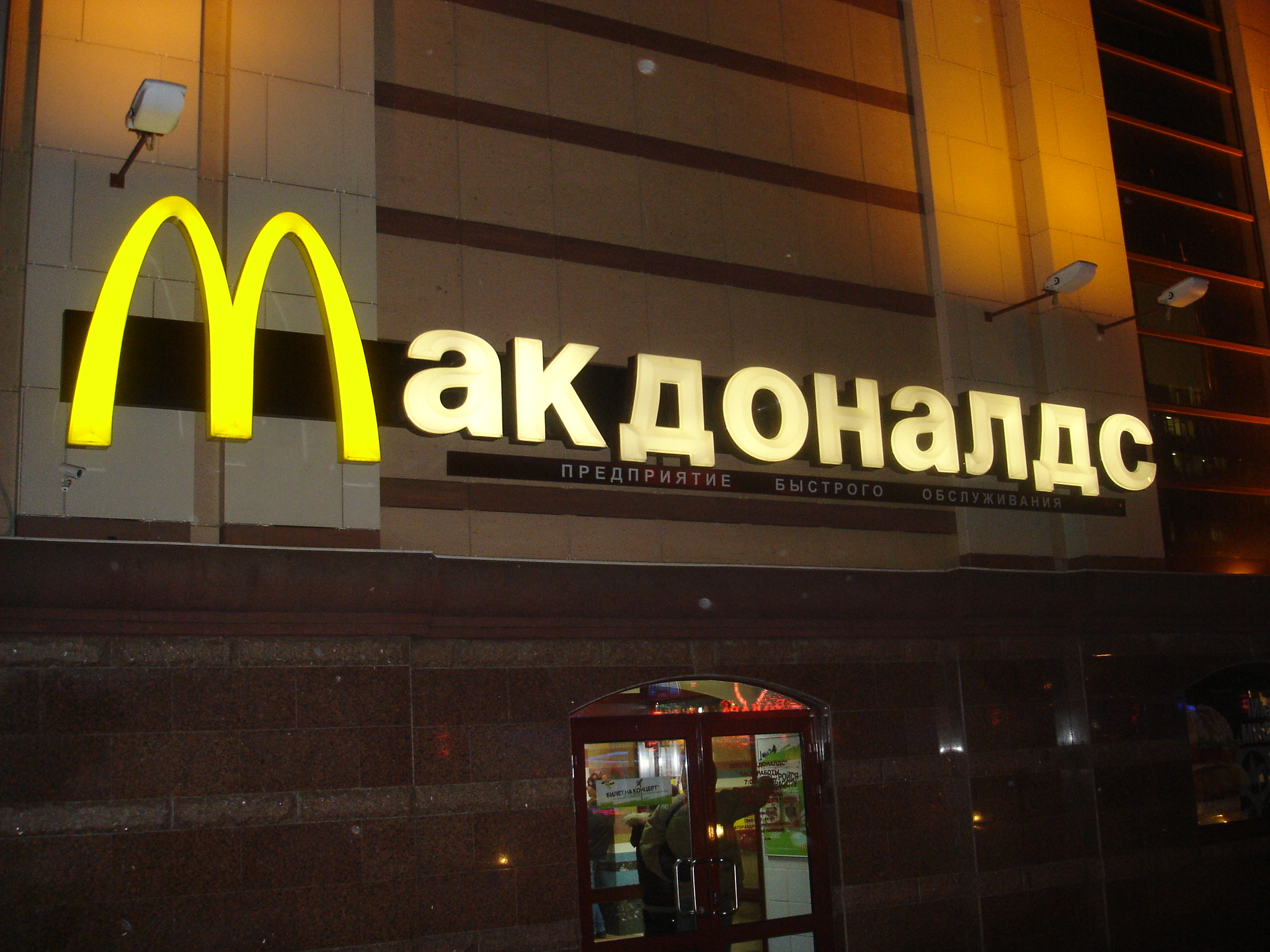
یک فروشگاه مک‌دونالد در روسیه

جهانی شدن فرهنگی به انتقال عقاید، معانی و ارزش‌ها در سراسر جهان به گونه‌ای که روابط اجتماعی را گسترش و تشدید کند گفته می‌شود. این فرایند با مصرف مشترک فرهنگ‌هایی مشخص می‌شود که توسط اینترنت، رسانه‌های فرهنگ عمومی و سفرهای بین‌المللی منتشر شده‌اند. این امر به فرآیندهای بورس کالا و استعمار افزوده‌است که سابقه طولانی تری در حمل معنای فرهنگی در سراسر جهان دارد. گردش فرهنگ‌ها افراد را قادر می‌سازد تا در روابط اجتماعی گسترده‌ای که از مرزهای ملی و منطقه ای عبور می‌کند سهیم شوند. ایجاد و گسترش چنین روابط اجتماعی صرفاً در سطح مادی مشاهده نمی‌شود. جهانی‌سازی فرهنگی شامل شکل‌گیری هنجارها و دانش‌های مشترکی است که مردم با آن هویت فرهنگی فردی و جمعی خود را مرتبط می‌کنند. این امر باعث افزایش ارتباط دو جانبه و پیوستگی بین جمعیت‌ها و فرهنگ‌های مختلف می‌شود. ایده جهانی شدن فرهنگی در اواخر دهه ۱۹۸۰ میلادی ظهور کرد، اما به‌طور گسترده توسط دانشگاهیان غربی در طول دهه ۱۹۹۰ میلادی و اوایل دهه ۲۰۰۰ میلادی بر سر زبان‌ها افتاد. برای برخی از محققان، ایده جهانی شدن فرهنگی واکنشی است به ادعاهای مطرح شده توسط منتقدان امپریالیسم فرهنگی در دهه‌های ۱۹۷۰ و ۱۹۸۰ میلادی.